# Färöischer Fußballpokal 1960
Der Färöische Fußballpokal 1960 wurde zum sechsten Mal ausgespielt. Im Endspiel, welches im Gundadalur-Stadion in Tórshavn auf Kunstrasen ausgetragen wurde, siegte TB Tvøroyri mit 3:0 gegen Titelverteidiger HB Tórshavn und konnte den Pokal somit zum dritten Mal gewinnen.
TB Tvøroyri und HB Tórshavn belegten in der Meisterschaft die Plätze vier und eins.

## Teilnehmer
Teilnahmeberechtigt waren folgende drei Mannschaften der Meistaradeildin:
| Meistaradeildin                      |
| B36 Tórshavn HB Tórshavn TB Tvøroyri |

## Modus
Für den Pokal waren alle Erstligisten zugelassen, KÍ Klaksvík nahm jedoch nicht teil. Im Vergleich zum Vorjahr entfiel das Halbfinale. Alle Runden wurden im K.-o.-System ausgetragen.

## Qualifikationsrunde
|              | Ergebnis             |             |
| ------------ | -------------------- | ----------- |
| B36 Tórshavn | 1:1 n. V. (1:1, ?:?) | HB Tórshavn |

### Wiederholungsspiel
|              | Ergebnis |             |
| ------------ | -------- | ----------- |
| B36 Tórshavn | 1:2      | HB Tórshavn |

## Finale
| Paarung  | TB Tvøroyri – HB Tórshavn       |
| Ergebnis | 3:0                             |
| Stadion  | Gundadalur, Tórshavn            |
| Tore     | 1:0 ? (?.) 2:0 ? (?.) 3:0 ?(?.) |